# Cerkiew greckokatolicka Narodzenia Najświętszej Maryi Panny w Rozdzielu
Cerkiew Narodzenia Najświętszej Maryi Panny w Rozdzielu – parafialna cerkiew greckokatolicka w Rozdzielu, wzniesiona w 1786.
Po 1947 przejęta i użytkowana jako kościół rzymskokatolicki. Od 1984 pełni funkcję greckokatolickiej cerkwi parafialnej. Obecnie współużytkowana także przez rzymskokatolicką parafię w Lipinkach.
Cerkiew wpisano na listę zabytków w 1990.

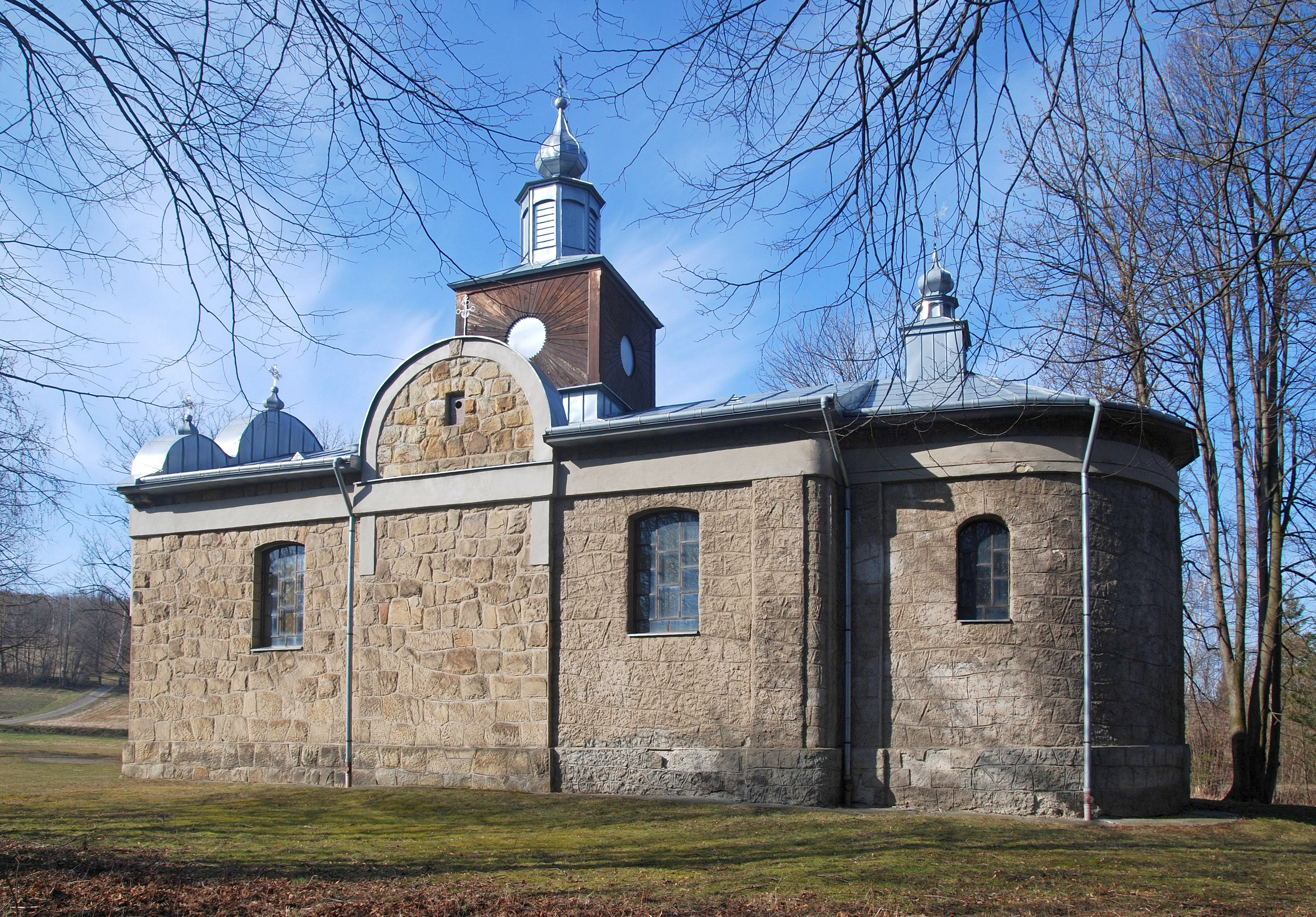
Elewacja południowo-wschodnia
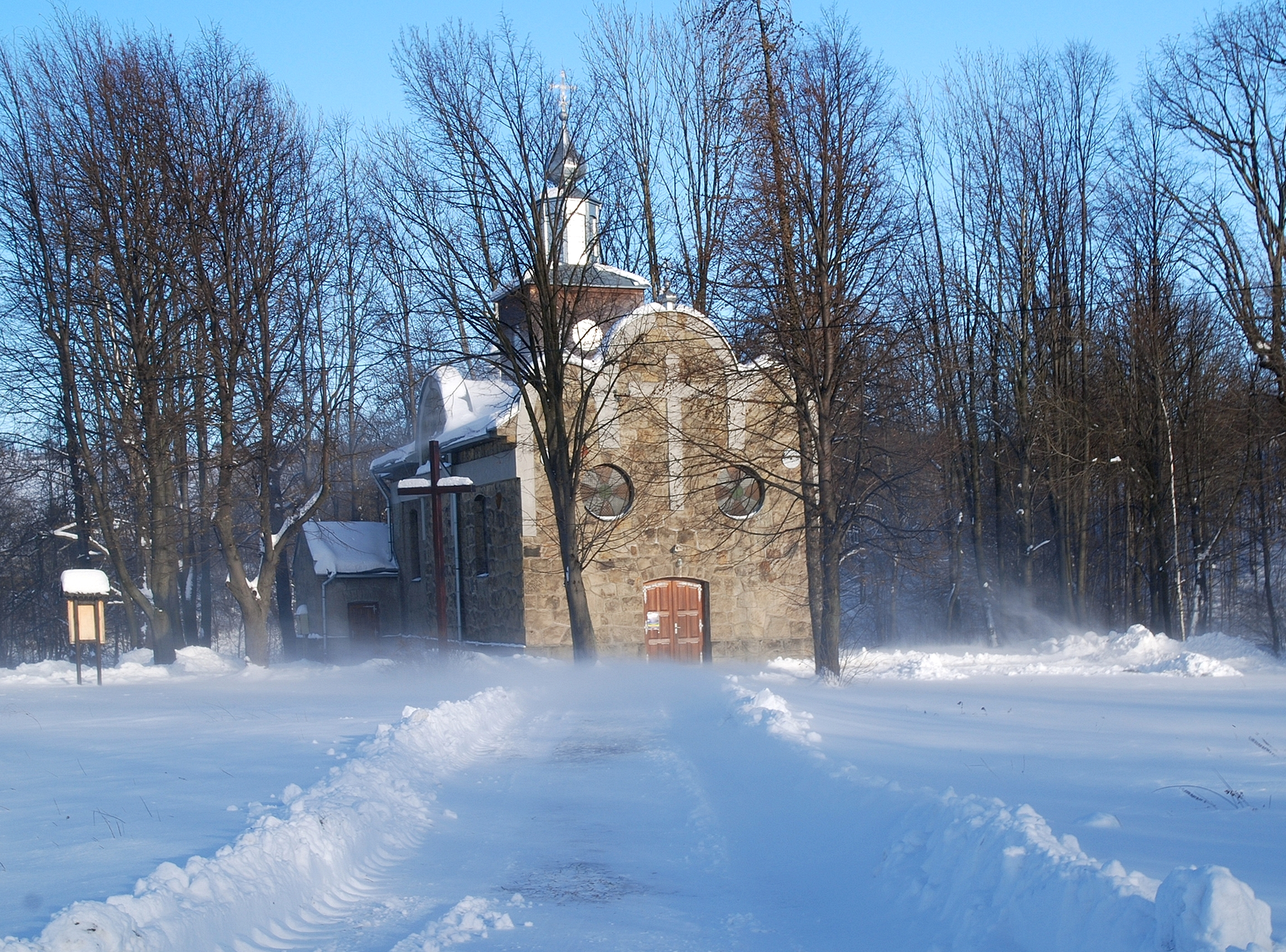
Widok ogólny
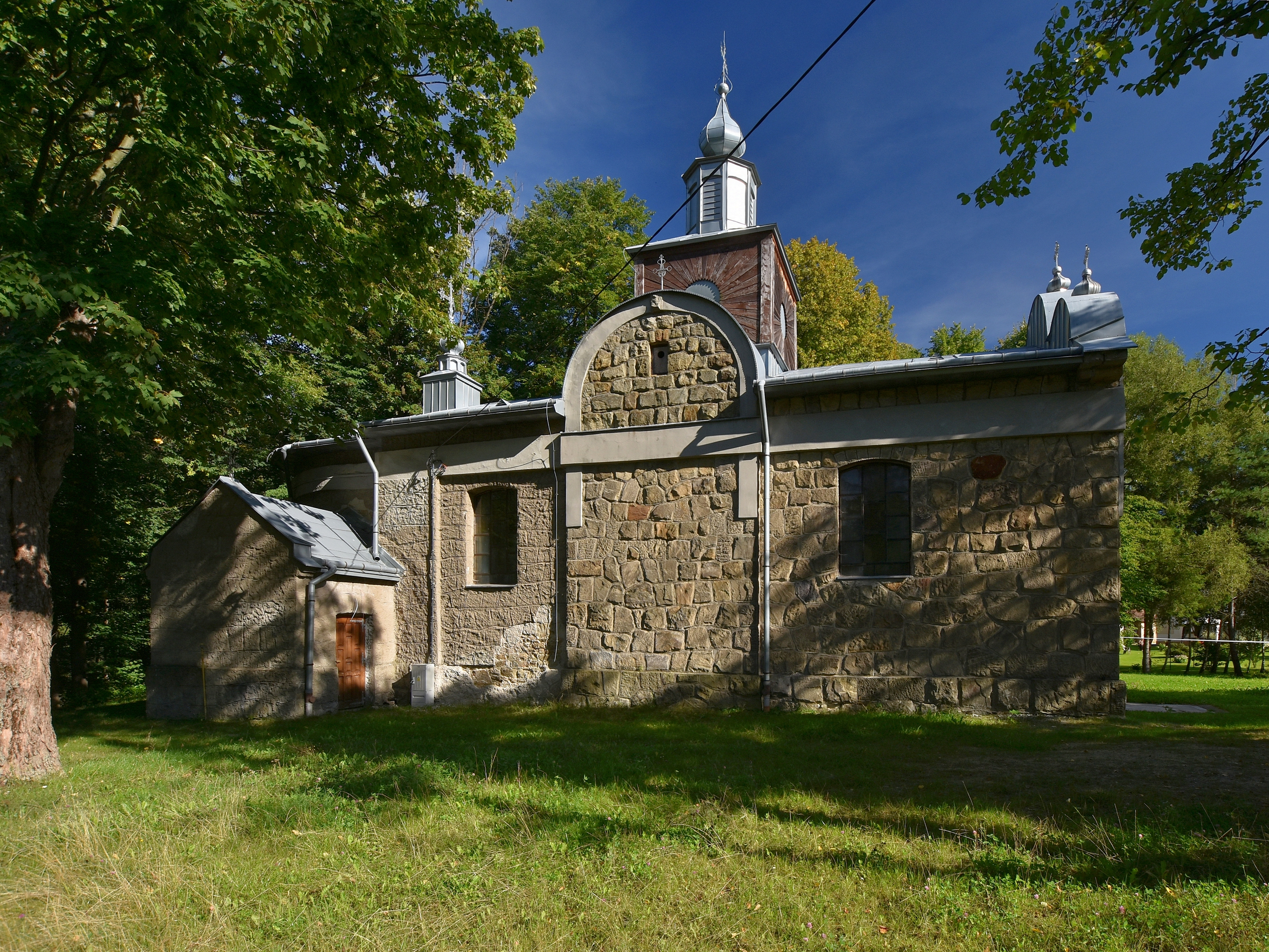
Elewacja północno-zachodnia